# Minstrel (udde i Antarktis)
Minstrel är en udde i Antarktis. Den ligger i Sydshetlandsöarna. Argentina, Chile och Storbritannien gör anspråk på området.
Terrängen inåt land är kuperad österut, men söderut är den platt. Havet är nära Minstrel åt nordväst. Trakten är obefolkad. Det finns inga samhällen i närheten.